# Yumbo (revista)
Yumbo fue una revista infantil, mayormente de cómic, publicada entre 1934 y 1960 por las editoriales barcelonesas Hispano Americana y Ediciones Cliper con cuatro épocas diferenciadas:

## Primera época: 1934-1938
El 15 de noviembre de 1934, Hispano Americana de Ediciones lanzó el primer número de "Yumbo", que llegaría a alcanzar los 190 en esta su primera época.
Al principio, era una simple reedición del material inglés publicado en la revista italiana "Jumbo" de la editorial SAEV, pero a partir de su número 15 comenzó a incluir también cómics estadounidenses como Radio Patrol de Charlie Schmidt, Tim Tyler's Luck de Lyman Young, King, Red Barry, Shirley, etc. Yumbo se convirtió así en el tebeo que empezó a imponer el material americano en España, siendo seguida al año siguiente por "Mickey" de Editorial Molino, "Cine Aventuras" de Editorial Marco y otras dos revistas de Hispano Americana: "Aventurero" y "La revista de Tim Tyler" (esta última, ya en 1936).

## Segunda época: 1943-1945
Tras el paréntesis de la Guerra Civil y en 1943, Hispano Americana volvió a lanzar una colección de 11 cuadernos de historietas con el mismo título y un formato apaisado de 15 x 21 cm.

## Tercera época: 1953-1958
Ediciones Cliper compró los derechos de Hispano Americana, editando 339 números de 26 x 18 cm., bajo la dirección de Fernando Barangó-Solís:
| Aparición | Números | Título                                               | Autoría      | Comentario |
| --------- | ------- | ---------------------------------------------------- | ------------ | ---------- |
| 1953      | 1, 17,  | Yumbo, el elefante sabio                             | Jesús Blasco |            |
|           | 17,     | Los grandes inventos del profesor Arquímedes Magneto | André Rigal  |            |
|           | 17,     | Don Guarrete                                         |              |            |
|           | 17,     | La tortuga detective                                 |              |            |
|           | 17,     | Duendecillo Frik                                     |              |            |
|           | 17,     | Topolino                                             |              |            |
|           | 17,     | Pingüino y Kikirikí                                  |              |            |
|           | 17,     | Topete                                               |              |            |
|           | 17,     | Pepito, el pájaro rayo                               |              |            |
| 1953      | 1, 17,  | El conejito atómico                                  | Ayné         |            |
|           | 17,     | El caballero Comino                                  | García       |            |
|           | 17,     | El rey Bobito                                        |              |            |
|           | 17,     | Pato Tontote                                         |              |            |
|           | 17,     | El gato Chuleta                                      |              |            |
|           | 17,     | Tejano                                               |              |            |
|           | 17,     | Ranita                                               |              |            |
|           | 17,     | El canguro Tontolín                                  |              |            |
|           | 17,     | Andanzas de Orejitas                                 |              |            |
| 1955      |         | Miguelín y su perro Tizón                            | Gin          | Nueva      |
|           | 298,    | Raposín no tiene suerte                              |              |            |

## Cuarta época: 1958-1960
Hispano Americana recuperó la revista donde la había dejado Cliper, manteniendo el mismo formato y continuando su númeración, produciendo así 87 ejemplares, que iban del 340 al 426.
| Aparición | Números | Título     | Autoría | Comentario |
| --------- | ------- | ---------- | ------- | ---------- |
|           |         | Fix y Foxi |         |            |